# EHF Cup Winners’ Cup mannen 2009/10
De  EHF Cup Winners’ Cup mannen 2009-10 was de 35ste editie van de EHF Cup Winners’ Cup .Het toernooi begon op 13 november 2009 en zal eindigde op 27 mei 2010 met de return van de finale. BM Valladolid. is de huidige kampioen.

## Derde Ronde
|                       | Totaal  |                      | Heenduel          | Return            |
| --------------------- | ------- | -------------------- | ----------------- | ----------------- |
| RK Doboj              | 52 : 68 | BM Granollers        | 27 : 40 (11 : 18) | 25 : 28 (11 : 15) |
| HK Dobrudja Dobrich   | 35 : 75 | HK Portowyk Juschne  | 14 : 36 (05 : 19) | 21 : 39 (12 : 22) |
| United HC Tongeren    | 49 : 58 | BSV Bern Muri        | 28 : 29 (15 : 13) | 21 : 29 (13 : 16) |
| VfL Gummersbach       | 86 : 34 | KH Kastrioti-Ferizaj | 48 : 21 (22 : 11) | 38 : 13 (18 : 07) |
| HC Conversano         | 49 : 52 | Steaua Bukarest      | 27 : 22 (13 : 11) | 22 : 30 (11 : 14) |
| HV KRAS/Volendam      | 48 : 80 | SDC San Antonio      | 28 : 43 (12 : 21) | 20 : 37 (10 : 23) |
| ABC de Braga          | 56 : 52 | Cyprus College       | 27 : 26 (14 : 14) | 29 : 26 (16 : 16) |
| AEK Athen             | 46 : 51 | İzmir BSB SK         | 24 : 29 (12 : 15) | 22 : 22 (09 : 10) |
| RK Kolubara           | 80 : 68 | HC Neistin           | 37 : 36 (19 : 17) | 43 : 32 (22 : 14) |
| RK Medveščak Zagreb   | 54 : 55 | IL Runar             | 29 : 24 (13 : 15) | 25 : 31 (13 : 16) |
| FTC Budapest          | 51 : 62 | RK Koper             | 29 : 34 (13 : 17) | 22 : 28 (13 : 14) |
| HK Kaustik Wolgograd  | 62 : 48 | HC Berchem           | 32 : 27 (15 : 13) | 30 : 21 (17 : 10) |
| Team Tvis Holstebro   | 60 : 56 | HK Meschkow Brest    | 31 : 23 (15 : 11) | 29 : 33 (16 : 14) |
| RK Lovćen Cetinje     | 47 : 57 | Tremblay-en-France   | 27 : 24 (16 : 14) | 20 : 33 (10 : 15) |
| Olimpus-85 Chişinău   | 51 : 79 | HK Metalurg Skopje   | 19 : 39 (09 : 20) | 32 : 40 (19 : 15) |
| Aon Fivers Margareten | 48 : 72 | IF Guif Eskilstuna   | 24 : 31 (12 : 12) | 24 : 41 (11 : 21) |

## Achtste finales
|                     | Totaal  |                      | Heenduel           | Return            |
| ------------------- | ------- | -------------------- | ------------------ | ----------------- |
| HK Metalurg Skopje  | 43 : 48 | Tremblay-en-France   | 26 : 24 (13 : 10)  | 17 : 24 (09 : 13) |
| Team Tvis Holstebro | 64 : 51 | İzmir BSB SK         | 31 : 24 (13 : 11)  | 33 : 27 (09 : 19) |
| RK Kolubara         | 54 : 46 | HK Kaustik Wolgograd | 29 : 25 (15 : 13)  | 25 : 21 (13 : 13) |
| BSV Bern Muri       | 66 : 63 | IL Runar             | 33 : 33 (15 : 19)  | 33 : 30 (15 : 17) |
| VfL Gummersbach     | 58 : 53 | ABC de Braga         | 30 : 26 (13 : 12)  | 28 : 27 (13 : 15) |
| SDC San Antonio     | 72 : 48 | IF Guif Eskilstuna   | 40 : 22 (19 : 12)  | 32 : 26 (16 : 15) |
| RK Koper            | 58 : 61 | BM Granollers        | 27 : 26 (10 : 11)  | 31 : 35 (13 : 15) |
| Steaua Bukarest     | 39 : 33 | HK Portowyk Juschne  | 10 : 00 (00 : 00)* | 29 : 33 (16 : 16) |

* Das Hinspiel wurde mit 10:0 für Steaua Bukarest gewertet, da HK Portowyk Juschne einen nicht spielberechtigten Spieler eingesetzt hatte.

## Kwartfinale
| Team 1              | Team 2             | Heenduel           | Return             | Totaal  |
| ------------------- | ------------------ | ------------------ | ------------------ | ------- |
| BSV Bern Muri       | SDC San Antonio    | 27-03-10 17:30 Uhr | 03-04-10 18:30 Uhr | 58 : 80 |
| BSV Bern Muri       | SDC San Antonio    | 28 : 42 (16 : 21)  | 30 : 38 (20 : 19)  | 58 : 80 |
| Team Tvis Holstebro | VfL Gummersbach    | 28-03-10 14:30 Uhr | 03-04-10 15:00 Uhr | 54 : 62 |
| Team Tvis Holstebro | VfL Gummersbach    | 27 : 32 (15 : 13)  | 27 : 30 (13 : 13)  | 54 : 62 |
| Steaua Bukarest     | RK Kolubara        | 27-03-10 18:00 Uhr | 03-04-10 19:30 Uhr | 51 : 50 |
| Steaua Bukarest     | RK Kolubara        | 31 : 26 (15 : 13)  | 20 : 24 (10 : 11)  | 51 : 50 |
| BM Granollers       | Tremblay-en-France | 28-03-10 12:30 Uhr | 03-04-1020:00 Uhr  | 62 : 59 |
| BM Granollers       | Tremblay-en-France | 28 : 21 (15 : 07)  | 34 : 38 (16 : 18)  | 62 : 59 |

## Halve finale
| Team 1          | Team 2          | Heenduel           | Return             | Totaal  |
| --------------- | --------------- | ------------------ | ------------------ | ------- |
| VfL Gummersbach | SDC San Antonio | 25-04-10 15:00 uur | 01-05-10 18:30 uur | 61 - 54 |
| VfL Gummersbach | SDC San Antonio | 30 : 26 (14 : 12)  | 31: 28( 12:16 )    | 61 - 54 |
| Steaua Bukarest | BM Granollers   | 25-04-10 18:45 uur | 02-05-10 12:30 uur | 55:60   |
| Steaua Bukarest | BM Granollers   | 32 : 28 (14 : 10)  | 23:32 (12:15)      | 55:60   |

## Finale
| Team 1          | Team 2        | Heen               | Terug              | Totaal  |
| --------------- | ------------- | ------------------ | ------------------ | ------- |
| VfL Gummersbach | BM Granollers | 22-05-10 18:00 uur | 27-05-10 21:00 uur | 67 : 62 |
| VfL Gummersbach | BM Granollers | 34 : 25 (18 : 12)  | 33 :37 (16 : 18)   | 67 : 62 |